# Мейдан (Шуша)
Мейда́н (азерб. Meydan) — главная городская площадь в городе Шуша. Основная торговая магистраль города — улица Раста-базар, берущая начало с площади Диванхана вблизи Гянджинских ворот Шушинской крепости, заканчивается именно на Мейдане.

## История
Э.Авалов отмечает, что, судя по назначению располагавшихся вокруг зданий, Мейдан играл важную общественно-торговую роль в Шуше; здесь проводились крупные религиозные церемонии (Ашура). Основные архитектурные элементы Мейдана — религиозные и торговые здания, что характерно для площадей, построенных в XVII—XVIII веках.
Согласно недатированному генеральному плану города Шуша, Мейдан, — главный архитектурный и торговый комплекс, образовался вокруг первого религиозного сооружения. Построенные впоследствии вокруг таких мечетей торговые и другие здания относились к вакфам мечетей; расходы на содержание мечетей и медресе оплачивались из доходов от использования этих зданий.
Отслеживая процесс формирования Мейдана, можно узнать, как создавались другие средневековые площади в Шуше. Южный конец восточной части улицы Раста базар был расширен вглубь посредством примыкающих зданий. Метод создания площади посредством расширения одной части улицы можно наблюдать и на примере площадей Базар баши и мехелле (квартал) Мердинли. Этот метод, создающий контраст в результате пересечения улицы, также формирует эффект объёма на небольшой территории.
Лишь одна продольная половина объёмов площади Мейдан, формировавших её южную сторону, использовалась для торговых целей, продолжая одноэтажную застройку сооружений торговых рядов южной стороны улицы Ашагы базар. Вся вторая, двухэтажная половина этих объёмов, обращённая в сторону мечети, как и два других, почти перпендикулярно примыкавшим к ним объёма, были заняты под медресе — духовную школу. П-образное здание медресе образовывало просторный двор вокруг соборной мечети.

## Особенности
Площадь Мейдан, вытянутая по оси Раста-базара, имеет форму прямоугольника. Она была хорошо организована и относительно хорошо обустроена.
На площади Мейдан, являвшейся организующим и планировочным ядром не только торгового комплекса, но и всего города, сходились почти взаимно перпендикулярные две основные торговые магистрали — Раста-базар со своим продолжением Шейтан-базар и Ашагы-базар. Площадь несколько наклонена к юго-востоку, откуда к ней поднималась улица Ашагы-базар.
Архитектурный ансамбль Мейдан формировался с западной стороны караван-сараем, с восточной — одноэтажным, вытянутым объёмом торговых рядов с ритмом больших проёмов, который повторялся и на южной стороне площади, являясь продолжением южной застройки торговый магистрали Ашагы базар. Вся эта композиция площади закреплялась с юга выразительным силуэтом здания соборной (Джума) мечети города с двумя минаретами. Видные издалека чёткие вертикали минаретов эффектно контрастировали с горизонтальными членениями боковых крыльев площади.
В средние века на главной площади европейских городов располагались увенчанные стройными башнями высокий соборы, определявший городской силуэт. Возвышающиеся над более низкими жилыми кварталами и видные издалека задолго до подъезда городу соборные башни служили ориентиром. Роль таких башен ориентиров в городах Востока, в частности, в Шуше, играли высокие минареты мечетей. Поэтому довольно крупный объём стрельчатого купола и высокие вертикали минаретов Верхней мечети Гевхар-аги доминировали в общей архитектурно-пространственной композиции города.

## Постройки, расположенные вокруг Мейдана

### Верхняя мечеть Гевхар-аги
Верхняя мечеть Гевхар-аги, являющаяся соборной мечетью Шуши (Джума-мечеть), — самая древняя мечеть, построенная на территории города. Строительство мечети проходило в четыре этапа. Первая мечеть была построена из камыша примерно в 1850 году по указанию основателя Карабахского ханства и Шушинской крепости Панах Али-хана параллельно с дворцом Карабахского хана. Вторая мечеть, уже из камня и извести, была построена в 1768—1769 годах в период правления Ибрагимхалил хана. В первой половине XIX века при материальной поддержке Говхар-аги на месте попавшей в непригодное состояние мечети Ибрагимхалил хана была построена третья мечеть с двумя минаретами. Эта мечеть была двухэтажной, с центральным куполом и двумя минаретами. Данная постройка отражала особенности, широко распространённые в религиозной архитектуре региона в XVI—XVIII веках. В 1883 году за счет средств Говхар-аги на месте третьей мечети была построена четвёртая — последняя Шушинская мечеть.
Она повторяет главные оси предыдущей мечети. Композиционно-планировочное решение и архитектурно-художественный облик новой мечети резко отличаются от предыдущей. В частности, входная портальная ниша была замена украшающим почти весь фронт северного главного фасада просторным эйваном — входной полуциркульной лёгкой каменной аркадой по типу шахбулагской мечети. Аркада портика мечети состоит из трёх одинаковых арок, возвышающихся почти на всю высоту главного фасада этого двухэтажного здания. Над арками эйвана тянется длинной лентой кораническая надпись. В средней части перекрытия Верхней мечети Гевхар-аги на главной продольной оси несколько выделяются два небольших купола
пролётом на ширину среднего нефа — около 5 м. Цилиндрические стволы минаретов выложены из кирпича и расчленены выпуклыми тягами на три яруса, украшенных цветным геометрическим орнаментом.

### Медресе
Н.Баранов отмечает, что в восточных городах такие монументальные здания, как комплекс Верхней мечети Гевхар-аги в Шуше, вместе с расположенными по соседству торговыми постройками, караван-сараями и базарами, организовывали главные планировочные узлы города. Для усиления впечатления монументальности и значительности часто использовался широко распространённый в среднеазиатском средневековом градостроительстве архитектурно-планировочный приём художественного объединения двух-трёх зданий в самостоятельный комплекс, образующий как бы единый архитектурный организм. Видимо, поэтому здания медресе на Востоке обычно сооружалось в едином комплексе с мечетью. Иногда же медресе строилось в соседстве с уже существующей Джума-мечетью, как, например, в Шуше.
На недатированном генплане Шуши отдельного здания медресе ещё не обозначено. Окончательное формирование комплекса мечети и медресе зафиксировано на генплане города 1855 года. Главный вход в этот культовый комплекс с Мейдана через сквозной арочный проход, решённый в центре объёма южной застройки площади. В результате проведённых в период СССР реконструкций выходившая на Мейдан перед Верхней мечетью застройка, за исключением западного крыла медресе, была разобрана, и на её месте разбит небольшой сквер.

### Мейдан булагы
В центре площади Мейдан был сооружён Мейдан булагы (родник) в виде пластично решённого каменного столбика. Являясь заключительным архитектурным элементом в оформлении площади, этот родник удачно организовывал её центр и завершал формирование всего ансамбля.